# Abdelhak Saidouni
Abdelhak Saidouni, né le 17 juillet 1982 à El-Harrach, est un lutteur algérien pratiquant la lutte gréco-romaine.

## Carrière
Abedlhak Saidouni évolue d'abord dans la catégorie des moins de 58 kg. Il se classe à la sixième place des Championnats du monde cadets 1999 à Nykøbing Falster, avant de remporter la médaille de bronze aux Championnats d'Afrique de lutte 2000 et de terminer 24e des Mondiaux juniors 2000 à Nantes.
Il évolue ensuite dans la catégorie des moins de 63 kg, remportant la médaille d'or des Championnats d'Afrique de lutte 2001 à El Jadida.